# Bias (Sohn des Amythaon)
Bias (griechisch Βίας Bías, deutsch ‚der Bezwinger‘) ist in der griechischen Mythologie Sohn von Amythaon, dem König von Pylos (s. auch Palast des Nestor) und dessen Frau Aglaia oder Idomene und Bruder des Melampus.
Iphiklos hatte Tyro, der Mutter des Neleus, eine Rinderherde gestohlen. Neleus versprach demjenigen seine Tochter Pero zur Frau, der diese Herde zurückbrächte. Mit Hilfe seines Bruders Melampus gelang es Bias, die Rinder zu stehlen, und er heiratete Pero. Mit ihr hatte er einen Sohn Talaos. Erneut mit Hilfe seines Bruders erlangte er ein Drittel der Königswürde von Argos und begründete das Haus der Biantiden. Dies war zur Zeit des Anaxagoras; Bias heiratete nun Lysippe, die Tochter des Proitos. Weitere Kinder waren Areios, Leodokos und Anaxibia. Nach seinem Tode wurde sein Sohn Talaos König von Argos.
In der Antike wurde der Fluss Bias in Messenien nach ihm benannt.